# 密苞紫云菜
密苞紫云菜（学名：Strobilanthes compacta）是爵床科紫云菜属的植物，是中国的特有植物。分布于中国大陆的广西等地，生长于海拔220米的地区，多生长于石灰岩林下，目前尚未由人工引种栽培。

## 别名
密苞马蓝（广西植物志）